# Hällby slussar

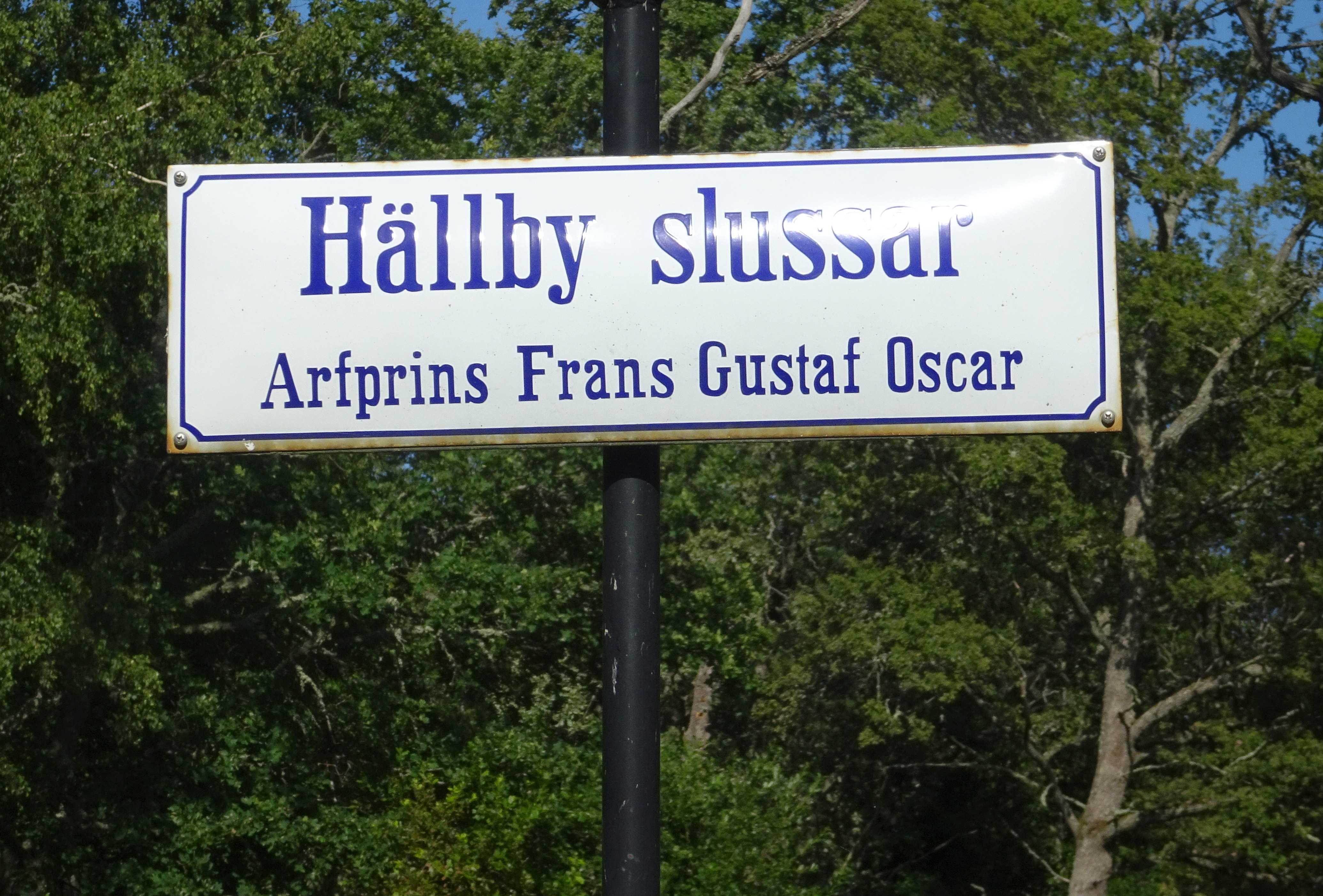
"Hällby slussar".

Hällby slussar är en slussanläggning på Hjälmare kanal cirka fem kilometer sydost om Arboga i Västmanland. Tillsammans med Hjälmare docka bildar Hällby slussar kanalens turistiska centrum.

## Beskrivning
Vid Hällby finns tre av kanalens nio slussar. De byggdes 1819–1830 under ledning av Baltzar von Platen och döptes av kung Karl XIV Johan efter sina sonsöner Arfprins Oscar Fredrik, Arfprins Frans Gustaf Oscar och Arffurste Carl Ludvig Eugene. Tillsammans övervinner Hällbys tre handdrivna slussar en höjdskillnad på 8,5 meter (av totalt 22 meter för hela Hjälmare kanal). Söder om slussarna korsar en väg kanalen på en klaffbro.
I anslutning till Hällby slussar ligger även Hjälmare docka där det under 1800- och 1900-talen byggdes fartyg. Varvsverksamheten lades ner på 1960-talet, men dockan används fortfarande för reparationer och som vinterupplagsplats för fritidsbåtar. Här finns även Hjälmare kanals besökscentrum med gästhamn och servering.

## Bilder

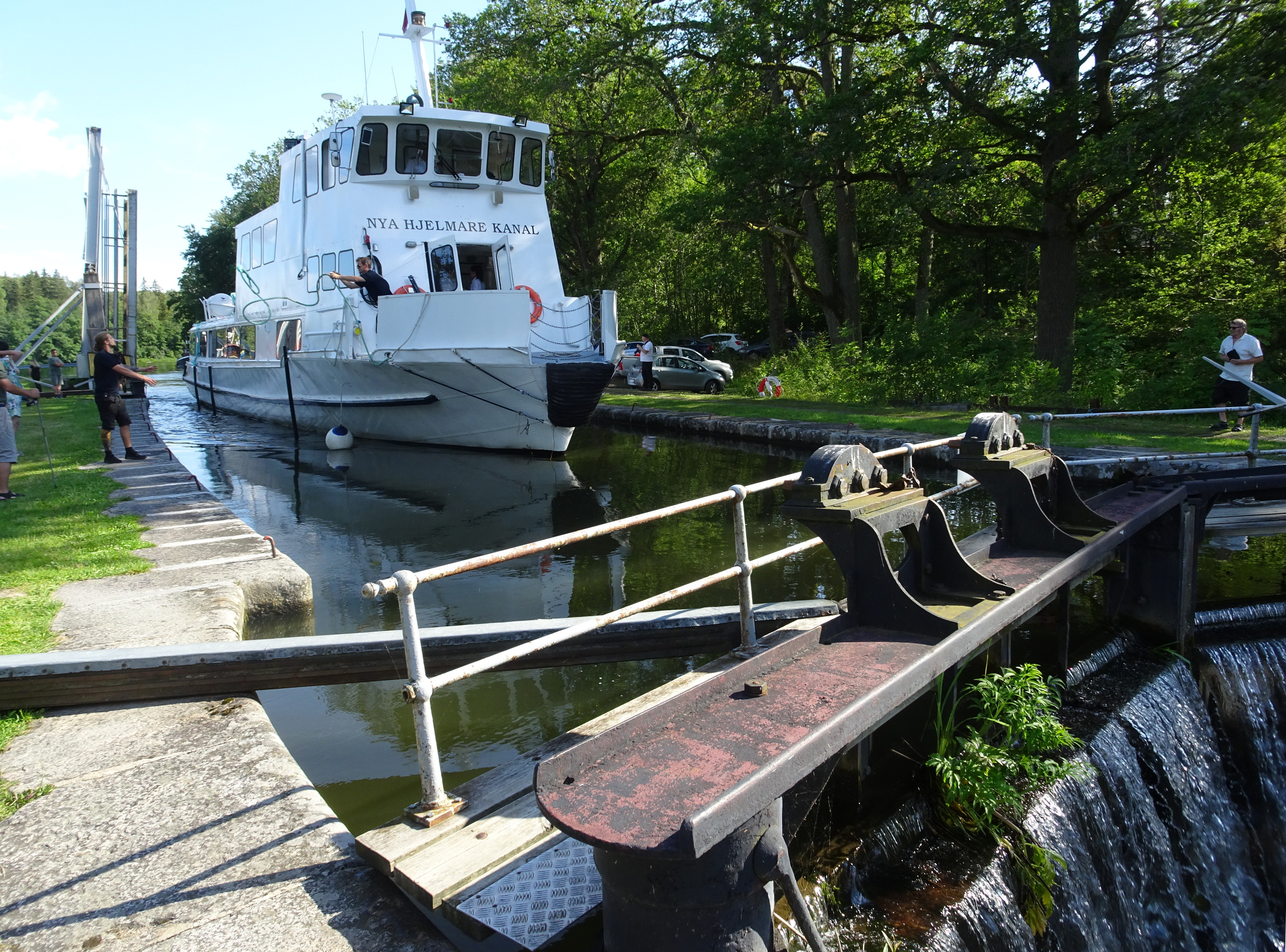
"M/S Nya Hjelmare Kanal" går in i den översta (södra) slusskammaren.
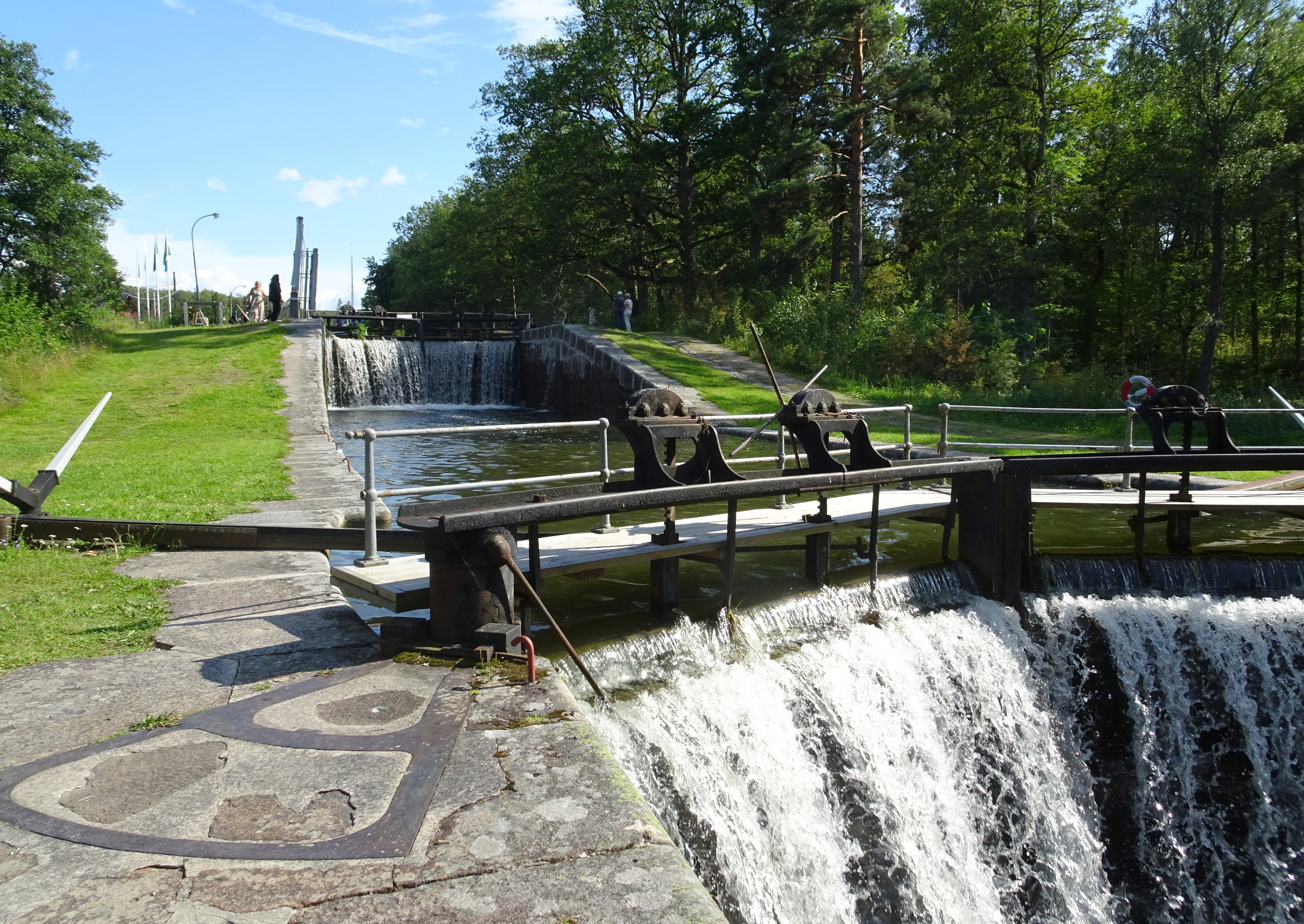
Den mellersta slusskammaren.
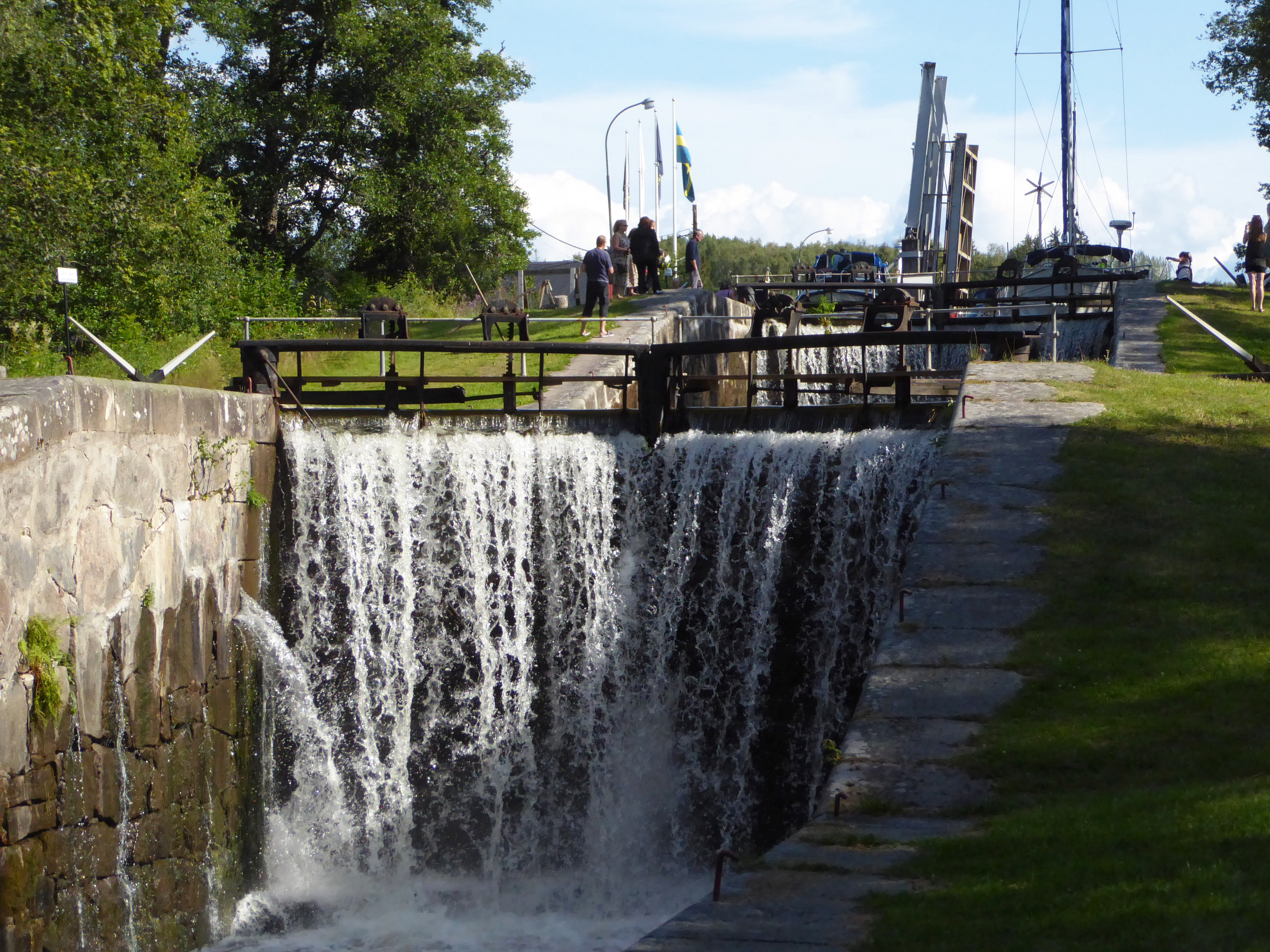
Den nedersta (norra) slusskammaren.
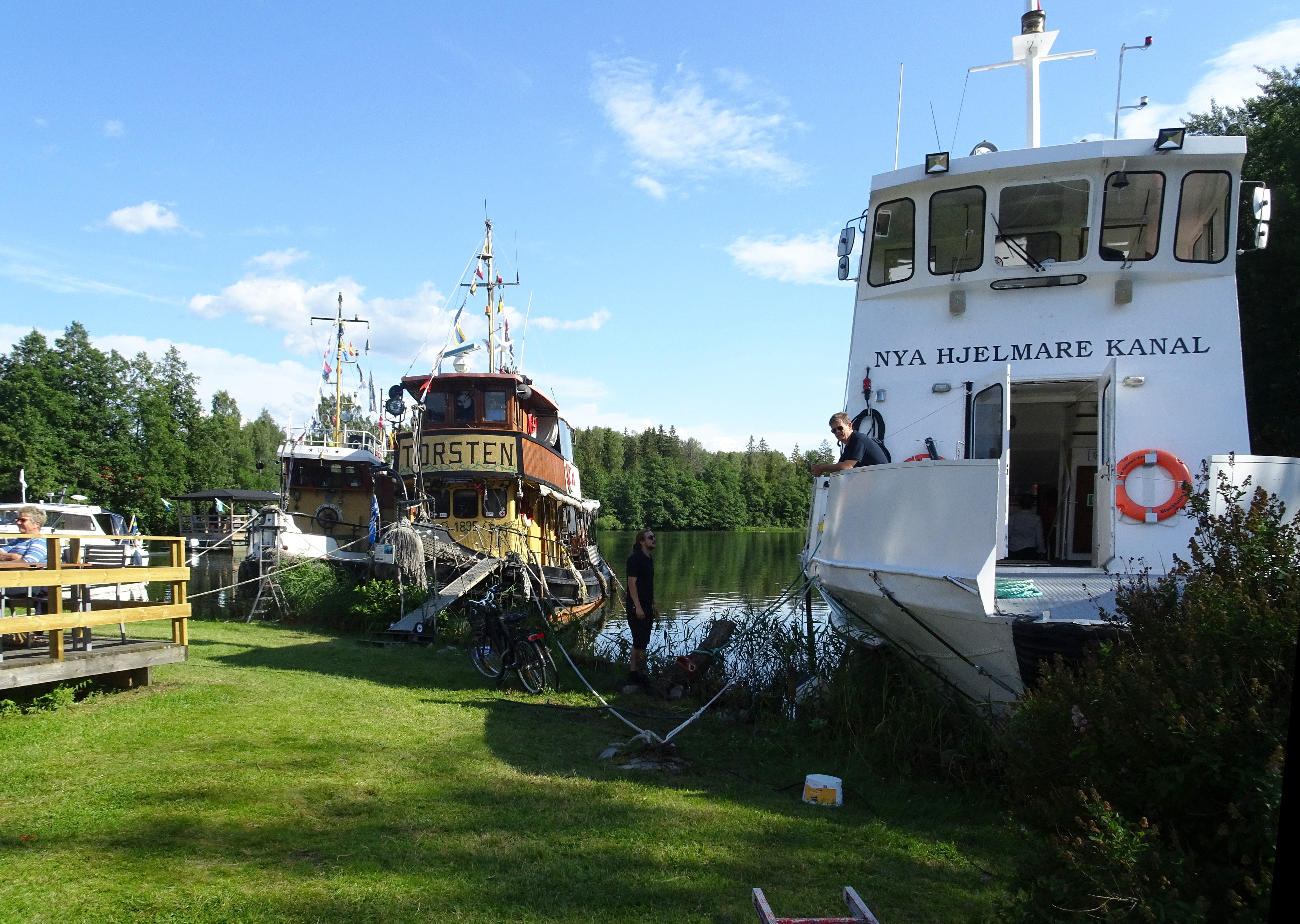
Fartyg vid Hjälmare docka.